# John Kay (Karikaturist)
John Kay (* April 1742 bei Dalkeith, Midlothian; † 21. Februar 1826 in Edinburgh) war ein schottischer Karikaturist und Miniaturmaler.

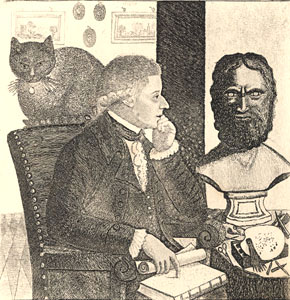
Selbstbildnis mit Katze und Homerbüste

## Leben
John Kay begann im Alter von 13 Jahren eine Ausbildung bei George Heriot in Dalkeith und zog sechs Jahre später nach Edinburgh, wo er zunächst weiter in seinem erlernten Beruf als Bader arbeitete. In seiner Freizeit begann er Porträtskizzen und Karikaturen von Edinburgher Persönlichkeiten zu zeichnen. William Nisbet aus Dirleton wurde auf ihn aufmerksam und unterstützte ihn, so dass er 1785 seinen Brotberuf aufgeben konnte. Er legte sich eine Druckerei zu und begann seine Werke in größeren Auflagen zu verkaufen. In den Jahren 1784 bis 1822 muss er rund 900 Porträts geschaffen haben, darunter ein Bildnis des Adam Smith, das als das einzige zu Lebzeiten des Abgebildeten geschaffene Porträt gilt. Nicht alle von John Kay Abgebildeten waren mit ihrer Darstellung zufrieden. Mitunter kauften sie die Abzüge auf, um sie zu zerstören, und Kay wurde auch zum Ziel von tätlichen Angriffen.
1792 bereitete John Kay eine Veröffentlichung seiner Bilder in Buchform vor, doch erst postum, in den Jahren 1837 und 1838, wurden 340 seiner Werke von Hugh Paton zusammengestellt und in zwei Bänden veröffentlicht. Sie trugen den Titel A series of original portraits and caricature etchings by the late John Kay, with biographical sketches and illustrative anecdotes und erfreuten sich großer Beliebtheit. Die dritte, erweiterte Auflage erschien 1877 in vier Bänden.
Von 1811 bis 1816 beteiligte sich Kay an den jährlichen Ausstellungen der Edinburgh Associated Artists. Auch in der Ausstellung der Institution for the Encouragement of the Fine Arts in Scotland, die 1822 stattfand, trug er bei.
Kays Selbstbildnis aus dem Jahr 1786 zeigt John Kay neben einer Büste Homers. Auf der Lehne seines Sessels sitzt seine Lieblingskatze, die als die größte Katze Schottlands galt.